# Kickers Emden
BSV Kickers Emden – niemiecki klub piłkarski z Emden w Dolnej Saksonii. 